# 中华隐囊蕨
中华隐囊蕨（学名：Cheilanthes chinensis）为凤尾蕨科碎米蕨属下的一个种。生长在石灰岩缝，海拔约2800米。为中国西部特有种，少见。模式标本采自湖北西部。